# تپه ارهان
تپه ارهان مربوط به سدهٔ ۶ و ۷ ه.ق است و در شهرستان ابهر، روستای الکریز واقع شده و این اثر در تاریخ ۱۱ مهر ۱۳۵۶ با شمارهٔ ثبت ۱۴۵۹ به‌عنوان یکی از آثار ملی ایران به ثبت رسیده است.